# Душан Алагић
Душан Алагић (Београд, 21. јун 1982) српски је композитор, текстописац, музички продуцент и мултиинструменталиста.
Студирао је етномузикологију на Факултету музичке уметности у Београду. Свира виолину, гитару и клавијатуре. Сарађује са извођачима балканске поп музичке сцене, као што су нпр: Жељко Јоксимовић, Саша Ковачевић, Тијана Богићевић, Јелена Томашевић, Сергеј Ћетковић, Владо Георгиев, Марија Шерифовић, Северина, итд. Више пута је био у српском евровизијском тиму, 2012. са Жељком Јоксимовићем, 2017. са Тијаном Богићевић и 2018. године са Невеном Божовић.